# Andrés Palop
Andrés Palop Cervera (* 22. října 1973, L'Alcúdia, Španělsko) je bývalý španělský fotbalový brankář, vítěz EURA 2008 v Rakousku a Švýcarsku a trojnásobný vítěz Poháru UEFA.
Po skončení hráčské kariéry se stal fotbalovým trenérem.

## Klubová kariéra
Během své kariéry hrál ve španělských klubech Valencia CF, Villarreal CF, Sevilla FC. Na sklonku kariéry přestoupil do Německa, kde v sezóně 2013/14 působil jako náhradní brankář za Berndem Lenem v Bayeru Leverkusen. Po sezóně ukončil kariéru.

## Reprezentační kariéra
V A-mužstvu Španělska přezdívaném La Furia Roja neodehrál ani jeden zápas. Zúčastnil se však jako třetí brankář EURA 2008 (na turnaji si nepřipsal žádný start). Španělé nakonec šampionát vyhráli a Palop se tak mohl těšit ze zisku zlaté medaile.

## Trenérská kariéra
V únoru 2015 se stal asistentem trenéra Carlose Sempereho ve španělském klubu CD Alcoyano.

## Úspěchy

### Reprezentační
Španělsko 
- 1× vítěz Mistrovství Evropy: (2008)